# Sporting Clube de Bafatá
Maillots
Actualités
Le Sporting Clube Bafata est un club Guinéen de football basé à Bafatá.

## Histoire
Le Sporting remporte le championnat national à 2 reprises.
En 2009, le club est qualifié pour disputer la Ligue des champions africaine mais en raison de problèmes financiers, il déclare forfait.

## Palmarès et records

### Palmarès
Le palmarès du Sporting Bafatá se résume en deux championnats.
| Compétitions nationales | Compétitions internationales                                                 |
| --- | ---------------------------------------------------------------------------- |
| - Championnat de Guinée-Bissau (2) - Champion : 1987, 2008 - Coupe de Guinée-Bissau (0) - Finaliste : 1986, 2002 - Supercoupe de Guinée-Bissau (0) | - Ligue des champions (0) - Meilleure performance : Tour préliminaire (2009) |

### Participation aux compétitions africaines
Cette page présente l'historique complet des matchs africains disputés par le Sporting Clube de Bafatá depuis 2009. Le club déclare forfait face au Club africain pour des problèmes financiers.
| Date | Tour              | Adversaire    | Score aller | Score retour | Compétition         |
| ---- | ----------------- | ------------- | ----------- | ------------ | ------------------- |
| 2009 | Tour préliminaire | Club africain | Forfait     | Forfait      | Ligue des champions |

#### Bilan
Mise à jour avant la saison 2016
| Coupe               | Saisons | Matchs Joués | Victoires | Nuls | Défaites | Buts marqués | Buts encaissés | Différence de but |
| Ligue des champions | 1       | 0            | 0         | 0    | 0        | 0            | 0              | 0                 |
| TOTAL               | 1       | 0            | 0         | 0    | 0        | 0            | 0              | 0                 |